# Diagramme sagittal
En mathématiques, un diagramme sagittal (ou schéma sagittal) est un diagramme représentant une relation entre deux ensembles finis. Il permet notamment de visualiser si une application est injective ou surjective.
L'adjectif sagittal vient du latin sagitta qui signifie flèche.
Les ensembles sont représentés par une surface plane de type patatoïde.

## Exemples

### Injection, surjection, bijection
En théorie des ensembles, une relation binaire d'un ensemble {\displaystyle E} vers un ensemble {\displaystyle F} est une application lorsqu'elle est définie pour tout élément de {\displaystyle E}, plus 
précisément lorsque chaque élément de E est lié à un unique élément de F.

Application injective[3]: Tout élément de {\displaystyle B} a au plus un antécédent dans {\displaystyle A}.
Application surjective[3]: Tout élément de {\displaystyle B} a au moins un antécédent dans {\displaystyle A}.
Application bijective[3]: Tout élément de {\displaystyle B} a un antécédent unique dans {\displaystyle A}.
Application ni injective ni surjective.

### Relation binaire d'un ensemble dans lui-même
Exemple de relation d'un ensemble dans lui-même: le diagramme sagittal ci-dessous présente la relation définie sur {\displaystyle E=\{1;2;3;4;5;6\}.} par {\displaystyle a\;{\mathcal {R}}\;b\Leftrightarrow a+b{\text{ divise 6}}.}.

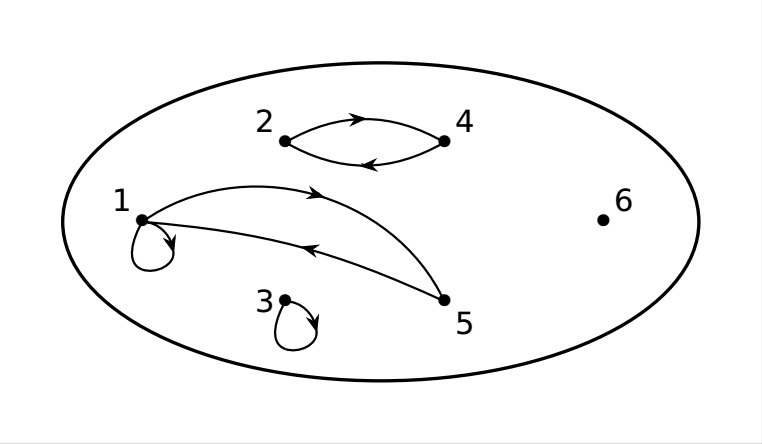
Relation de dans.

## Hors mathématiques
Les diagrammes sagittaux sont aussi utilisés en analyse fonctionnelle, notamment en informatique.